# Артимович Ігор Климентійович
І́гор Климе́нтійович Артимо́вич (нар. 18 липня 1959, Львів) — радянський та український футболіст, тренер білоцерківського «Арсенала».